# Kinepolis
Die Kinepolis-Gruppe ist eine börsennotierte belgische Kino-Kette. Sie wurde 1997 gegründet und führt 35 Theater in Belgien, Frankreich, Luxemburg, Niederlande, Spanien, der Schweiz und Polen. Alle Kinosäle sind mit dem Qualitätssiegel der George-Lucas-Firmengruppe, „THX“ zertifiziert.

## Unternehmensgeschichte
Das Unternehmen wurde in den sechziger Jahren von Albert Bert und seiner Schwiegertochter Rose Claeys-Vereecke mit zunächst nur einem Kino in Harelbeke gegründet. In der Folgezeit eröffneten sie Kinos in Hasselt, Kortrijk, Gent und Lüttich. Im Jahr 1988 eröffneten sie ihr erstes Multiplex-Kino, das Kinepolis Brüssel, welches über 25 Säle verfügt, und nach eigenen Angaben das erste „Megaplex“ der Welt ist.
Die Gruppen Bert und Claeys fusionierten 1997 zu einem Konzern, der Kinepolis Group NV. 1998 ging das Unternehmen an die Börse und eröffnete im selben Jahr seine ersten beiden Kinos außerhalb Belgiens, in Madrid und in Paris. Die Expansion in die Schweiz folgte 2000 mit dem bisher einzigen Standort. Ebenfalls nur ein Standort wurde 2001 in Polen realisiert, dieser wird seit Januar 2007 von der IT International Theaters (ITIT) betrieben.
1999 erwarb die Kinepolis-Gruppe 30 % der Anteile der deutschen Kinokette Cinemaxx. Anfang 2004 betrug die Beteiligungsquote noch 25 % und sank aufgrund einer Kapitalerhöhung im Oktober 2004 auf 12,61 %. Die Beteiligung wurde im Januar 2009 an die H+Z Beteiligungs GmbH verkauft.

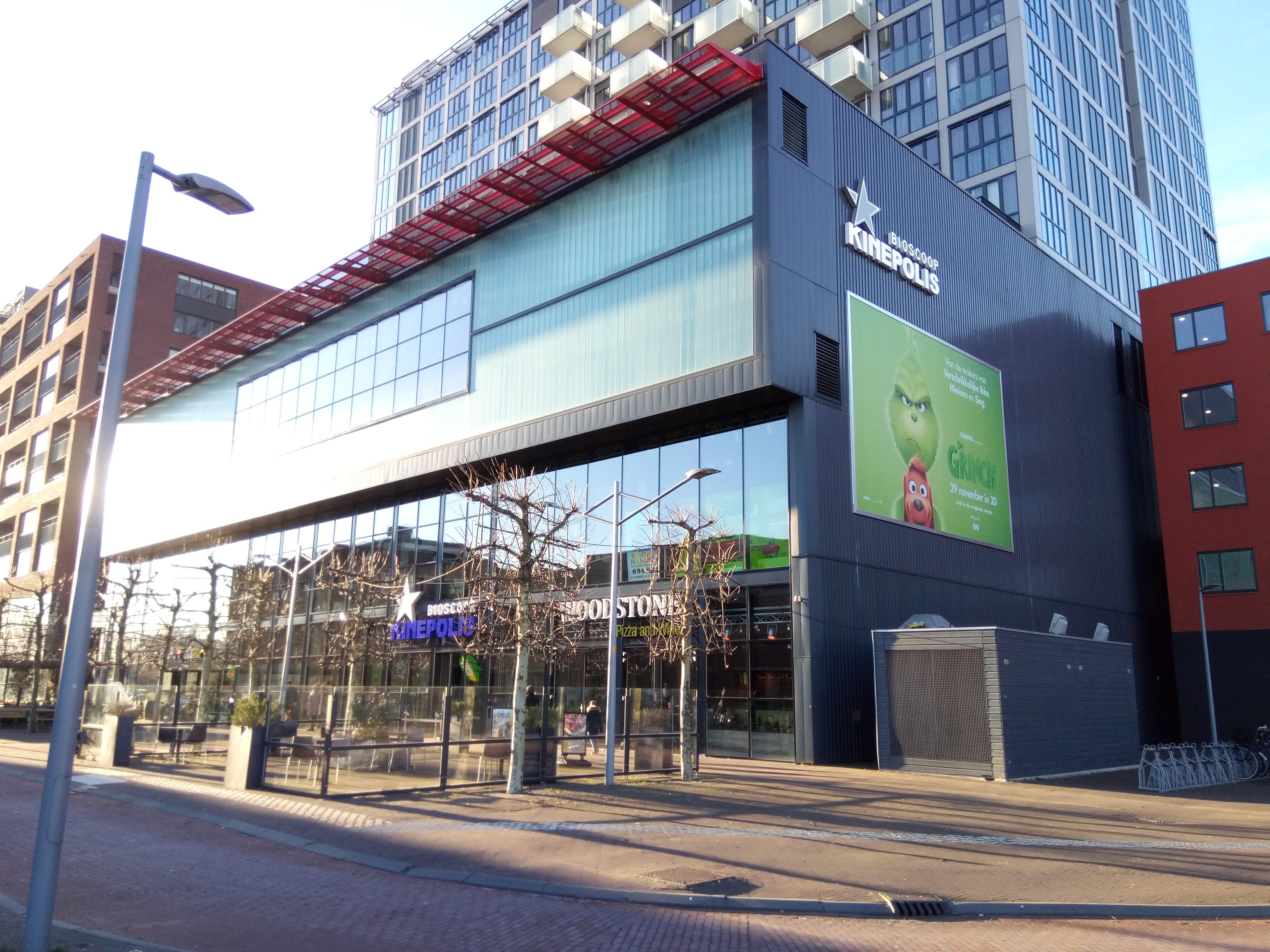
Kinepolis-Theater in Hoofddorp, Niederlande